# خوپولی
خوپولی (به انگلیسی: Khopoli) یک منطقهٔ مسکونی در هند است که در Khalapur واقع شده‌است. خوپولی ۱۰۸٬۶۴۸ نفر جمعیت دارد و ۶۱ متر بالاتر از سطح دریا واقع شده‌است.